# Rebelião de 1088
A Rebelião de 1088 desenrolou-se no Reino de Inglaterra na primavera e verão de 1088. Foi provocada pela vontade dos barões anglo-normandos em reunir sob um único comando o ducado da Normandia e o Reino de Inglaterra que Guilherme I deixou (à sua morte em 1087) aos seus filhos Roberto Courteheuse e Guilherme o Ruivo. A rebelião falhou, mas com consequências mínimas para os rebeldes.

## Contexto

Guilherme II de Inglaterra, o Ruivo

No seu leite de morte, o rei Guilherme I de Inglaterra escolheu dividir as suas posses em dois. Ao seu filho Roberto Courteheuse, ele deu a parte mais antiga, o seu património do ducado da Normandia, e ao seu filho mais novo Guilherme o Ruivo entregou o Reino de Inglaterra, conquistado havia somente 20 anos.
Para muitos barões com terras dos dois lados da Mancha, a situação colocava graves problemas de lealdade. Orderico Vital transcreve o discurso dos barões da seguinte forma:
« Como podemos corretamente obedecer de forma conveniente a dois senhores tão diferentes e tão distanciados um do outro ? Se servimos Roberto, o Duque de Normandia, de forma digna, então ofendemos o seu irmão Guilherme, e este irá nos despojar dos grandes bens e das altas dignidades que possuímos em Inglaterra. Se nos submetemos convenientemente ao rei Guilherme, o duque Roberto retirar-nos-à as nossas heranças paternas da Normandia. »
Alguns barões ricos decidem resolver a situação através da unificação dos dois territórios sob um único comando: a do duque Roberto.

## Desenvolvimento

### Preliminares
A Crónica anglo-saxónica inicia a conspiração após o 1º de março de 1088, e a campanha de destruição dos rebeldes a 16 de abril. No entanto existem indícios de que as hostilidades se iniciaram mais cedo. Segundo o relato de um milagre da abadia de Fécamp, o duque Roberto Courteheuse decidiu tomar o trono de seu irmão. A partir do inverno de 1087, contrata piratas para que capturem todos os barcos vindos da Inglaterra, possivelmente para criar uma importante frota com vista a uma invasão.
Ao mesmo tempo, a conspiração em Inglaterra é chefiada por Odo de Conteville, bispo de Bayeux e tio do rei, recentemente libertado de 5 anos de prisão à morte de seu meio-irmão Guilherme I, e por Rogério II de Montgommery, conde de Shrewsbury. O plano é de se rebelarem contra o rei e assegurarem grande parte de Kent de forma a servir de lugar de desembarque ao duque.
As guarnições de Douvres, Hastings e Londres rebelem-se, mas todas elas falham ao tentar tomar a respectiva cidade. Essas falhas datam de antes do 12 de março.
Nas próximas cinco semanas, cada campo organiza as suas forças, preparando-se para um conflito aberto. Os rebeldes armazenam provisões e fortificam os seus castelos. Mas o rei não está em posição de lançar uma campanha militar de grande envergadura com base em rumores e desconfiança. Mas é com a Páscoa que se dá a volta ao conflito, pois os rebeldes não se apresentam na corte do rei. É então que o rei mobiliza para o seu exército todos os homens disponíveis.

### Forças
No total existem cinco conjurados entre os dez maiores proprietários recenciados no Domesday Book, em 1086: Odo de Bayeux, Roberto de Mortain, Godofredo de Montbray, bispo de Coutances, Rogério II de Montgommery e Eustácio III de Bolonha.
O duque Roberto formou igualmente um grupo em Inglaterra, em Rochester. É constituído por Eustácio III de Bolonha, três filhos de Rogério II de Montgommery, sendo um deles Roberto II de Bellême, e por cavaleiros flamengos.
Odo instalou-se na cidade fortificada de Rochester onde controla o castelo. Escolheu essa cidade pois por um lado fica a meio-caminho de Londres e de Cantuária, e por outro lado porque pode obter provisões e homens desde o continente via marítima. No verão a guarnição era formada por 500 cavaleiros. Roberto de Mortain tem Pevensey na costa de Sussex, e Gilberto FitzRichard, senhor de Clare, tem o castelo de Tonbridge. Procuram criar uma linha de defesa que isolará um grande território do reino a sudeste, apanhando praticamente toda a zona de Kent.
Os principais apoiantes do rei são Hugo de Avranches, conde de Chester, Guilherme de Warenne, Roberto FitzHamon e Lanfranco, o arcebispo de Cantuária e Henrique de Beaumont.

### A rebelião dos barões
Em 1088, com o regresso da primavera, os barões lançam uma campanha pondo a saque as terras do rei e dos seus apoiantes. Odo executa devastadores raides contra as posses episcopais do arcebispo de Cantuária.
Godofredo de Montbray e o seu neto Roberto, conde da Nortúmbria, saqueiam Bristol, Bath, Berkeley e grande parte de Wiltshire, mas falham uma tentativa de tomada de Ilchester.
Guilherme II d'Eu, filho de Roger I d'Eu, conde d'Eu, chefia uma campanha a norte de Gloucestershire contra Berkeley.
Uma consequente invasão é lançada desde as terras de Rogério II de Montgommery. Rogério de Lacy, senhor de Weobley, Ralph de Mortimer, senhor de Wigmore, e Bernardo de Neufmarché trazem um exército de Galeses, normandos e ingleses. Tomam Hereford, queimam Gloucester e devastam Worcestershire. Quando ameaçam a cidade de Worcester, os habitantes organizam uma resistência e, chefiados pelo bispo Vulstano de Worcester, apanham os atacantes de surpresa e conseguem colocá-los em fuga, matando várias centenas de soldados.
Surgem rebeliões a leste do país, mas as crónicas da época fornecem pouca informação a esse respeito. Assim, Hugo de Grandmesnil nas Midlands, e Rogério Bigot, xerifes (respectivamente) de Leicestershire e de Norfolk, têm comportamentos suspeitos.

### Reação do rei

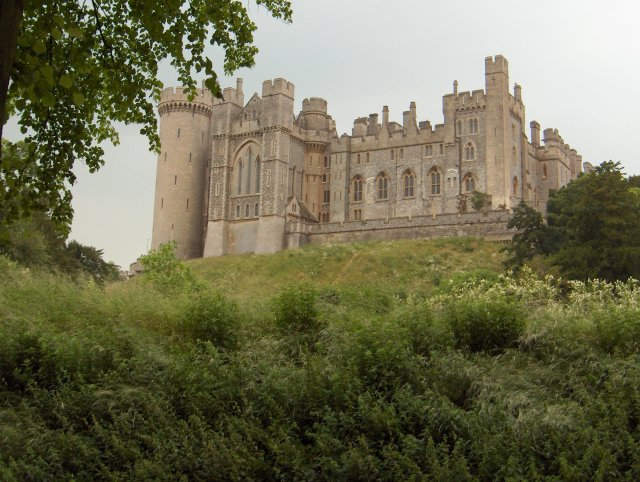
Castelo de Arundel.

A resposta de Guilherme o Ruivo é tripla. Primeiro e para dividir os seus inimigos, promete terras e dinheiro aos que regressarem para ele. Tal permite-lhe o regresso de Rogério II de Montgomery, que detinha o castelo de Arundel (Sussex).
Depois, promete um bom governo às suas tropas. Promete igualmente ao povo inglês no geral a restauração das melhores leis, a abolição de impostos injustos e de dar direitos de caça.
Finalmente, tendo identificado o seu tio Odo de Bayeux como o seu principal adversário, entra em Rochester no final do mês de abril. Deixa aos seus comandantes regionais as restantes rebeliões, e envia uma frota vigiar a costa do país para intercetar a frota do duque. Primeiro escolhe neutralizar Tonbridge, nas mãos de Gilberto FitzRichard e de seu irmão Rogério. A tomada de Tonbridge só demora dois dias, e Gilberto fica ferido.
Guilherme o Ruivo vira-se então para Rochester, mas é informado de que Odo de Bayeux se tinha juntado a seu irmão Roberto em Pevensey, pois este teria recebido reforços do duque Roberto Courteheuse. O rei dirige-se então para o sul e sitia o castelo de Pevensey.
Entretanto, os rebeldes entrincheirados em Rochester mantêm os seus raides sobre Cantuária, mas o rei não se deixou distrair. Uma força naval enviada pelo duque é interceptada no mar e é em grande parte destruída. Guilherme I de Warenne é ferido na perna e morre a 24 de junho em Lewes.

### Batalha por Rochester

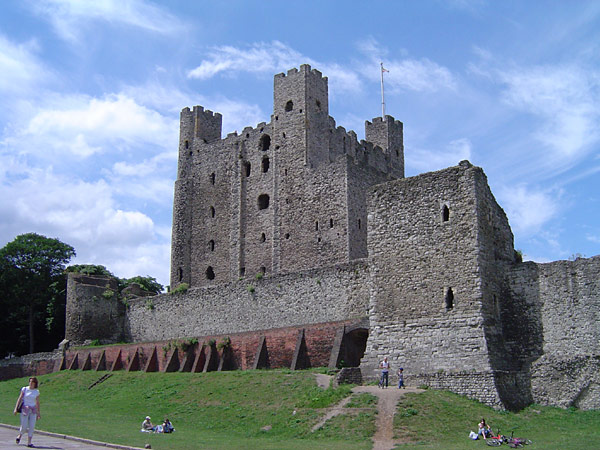
O Castelo de Rochester visto da porta da Catedral de Rochester

Ao fim de seis semanas, o castelo de Pevensey cai. Odo de Bayeux e Roberto de Mortain rendem-se. Odo aceita negociar a rendição do castelo de Rochester, onde estão entrincheirados alguns barões normandos e flamengos. Imprudente, o rei Guilherme envia-o com um destacamento frente ao grosso de suas tropas, mas Odo e a sua escolta são capturados pela guarnição de Rochester, e a rebelião continua.
O rei manda então construir estruturas de forma a que a cidade fique fechada. Quando as negociações de rendição se iniciam em julho, os barões fiéis ao rei pressionam para que o rei faça prova de clemência para com os vencidos. Orderico Vital descreve as súplicas dos barões, dirigidas ao rei:
« Se em vosso coração a indulgência substituir o ressentimento, se com bondade mantiver os culpados ao vosso lado, ou se pelo menos os deixar ir em paz, em muitas circunstâncias poderá tirar vantagens de sua amizade e serviços. O mesmo homem que vos feriu poderá, como consequência, servir-vos como amigo. »
Roberto Courteheuse esperou demasiado tempo para lançar a sua ofensiva. Foi a sua incapacidade em enviar reforços que fez com que a rebelião falhasse.[carece de fontes?]

## Conclusão
Odo, antes o homem mais rico de Inglaterra depois do rei, é despojado de todos os seus bens e banido da Inglaterra. Refugia-se na Normandia. O seu irmão Roberto de Mortain é autorizado a ficar no reino e mantém os seus bens. Godofredo de Montbray é perdoado, e é autorizado a participar no processo de Guilherme de Saint-Calais. É possível que se tenha juntado ao rei durante o conflito, pois o duque de Normandia tinha vendido Cotentin (onde está a sua diocese) ao seu irmão Henrique pela soma de 10000 marcos em dinheiro.
Henrique de Beaumont tornou-se conde de Warwick, Guilherme I de Warenne tornou-se conde de Surrey, e Roberto FitzHamon recebeu a honra de Gloucester.
Guilherme de Saint-Calais foi julgado em Salisbury por deserção, despojado de seus bens seculares, e depois exilado. O rei Guilherme II, de forma pragmática, manteve os barões de que necessitava e retirou os que eram uma ameaça. Recompensou os que lhe foram fiéis e os que o ajudaram.
Guilherme o Ruivo e o seu irmão Roberto Courteheuse só terminariam os seus conflitos com o tratado de Caen, em 1091.